# Lista gatunków z rodzaju mietlica
Lista gatunków z rodzaju mietlica (Agrostis L.) – lista gatunków rodzaju roślin należącego do rodziny wiechlinowatych (Poaceae (R. Br.) Barnh.). Według The Plant List w obrębie tego rodzaju znajduje się co najmniej 228 gatunków o nazwach zweryfikowanych i zaakceptowanych, podczas gdy kolejne 124 taksony mają status gatunków niepewnych (niezweryfikowanych).
Lista gatunków

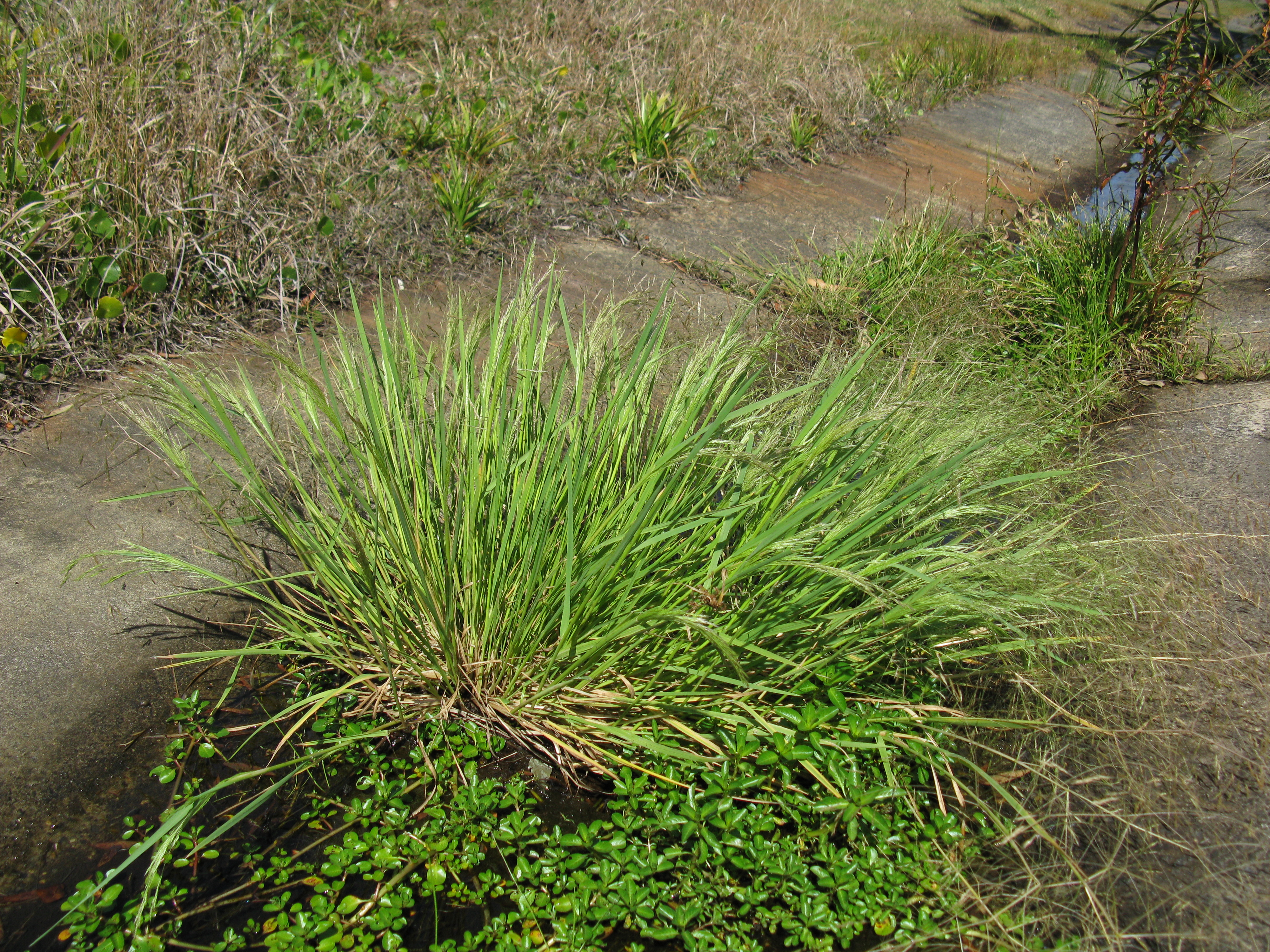
Agrostis avenacea

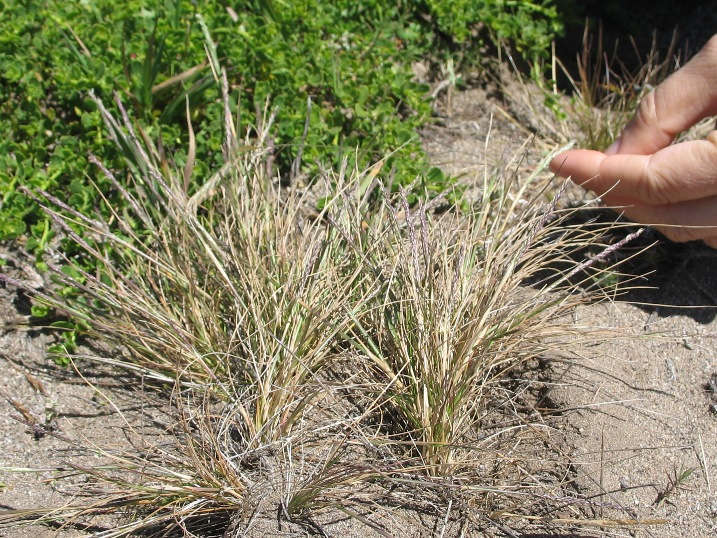
Agrostis blasdalei

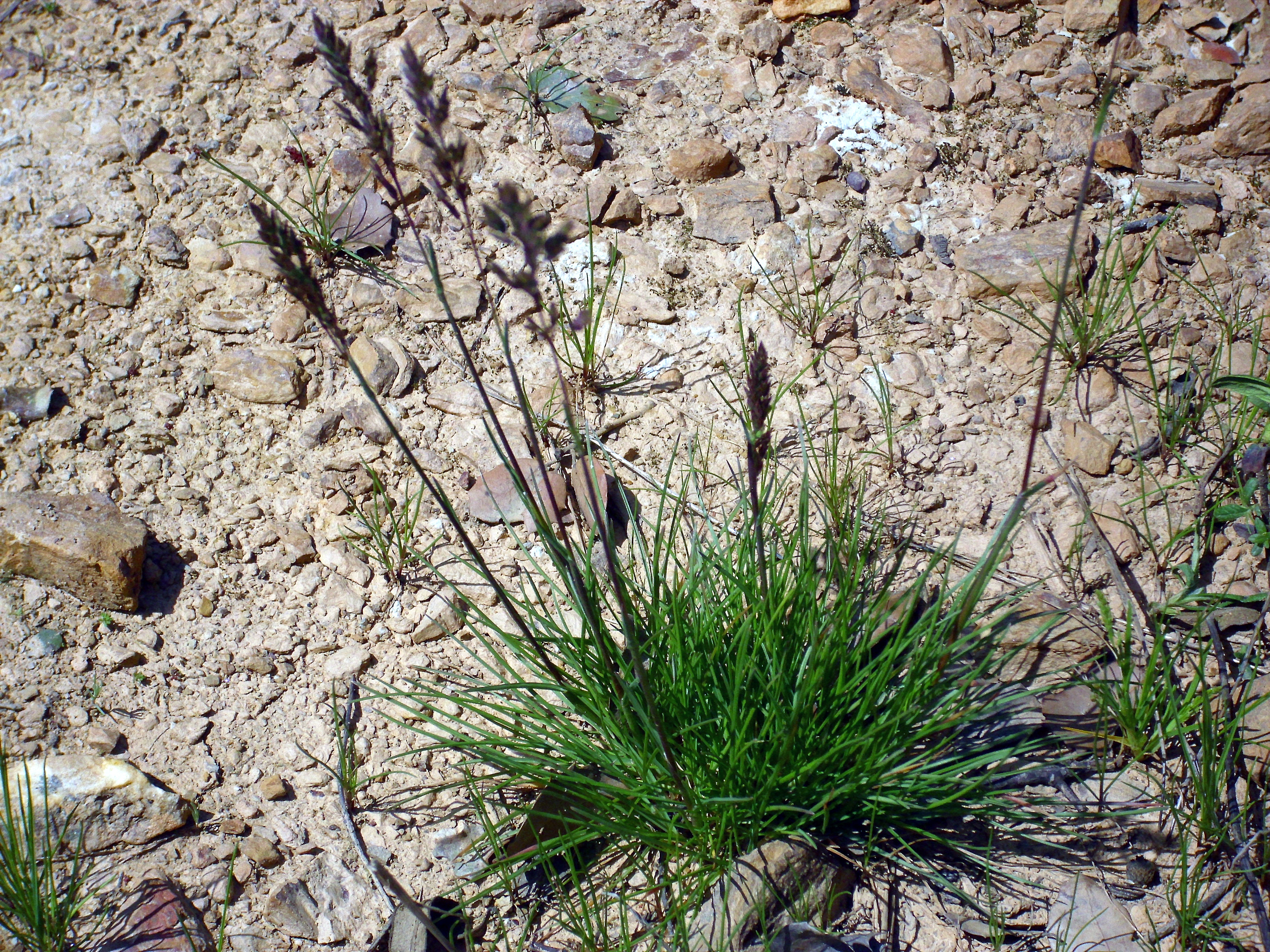
Agrostis canina

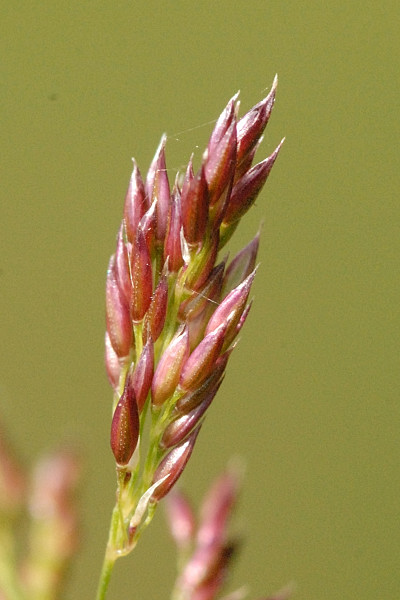
Agrostis capillaris

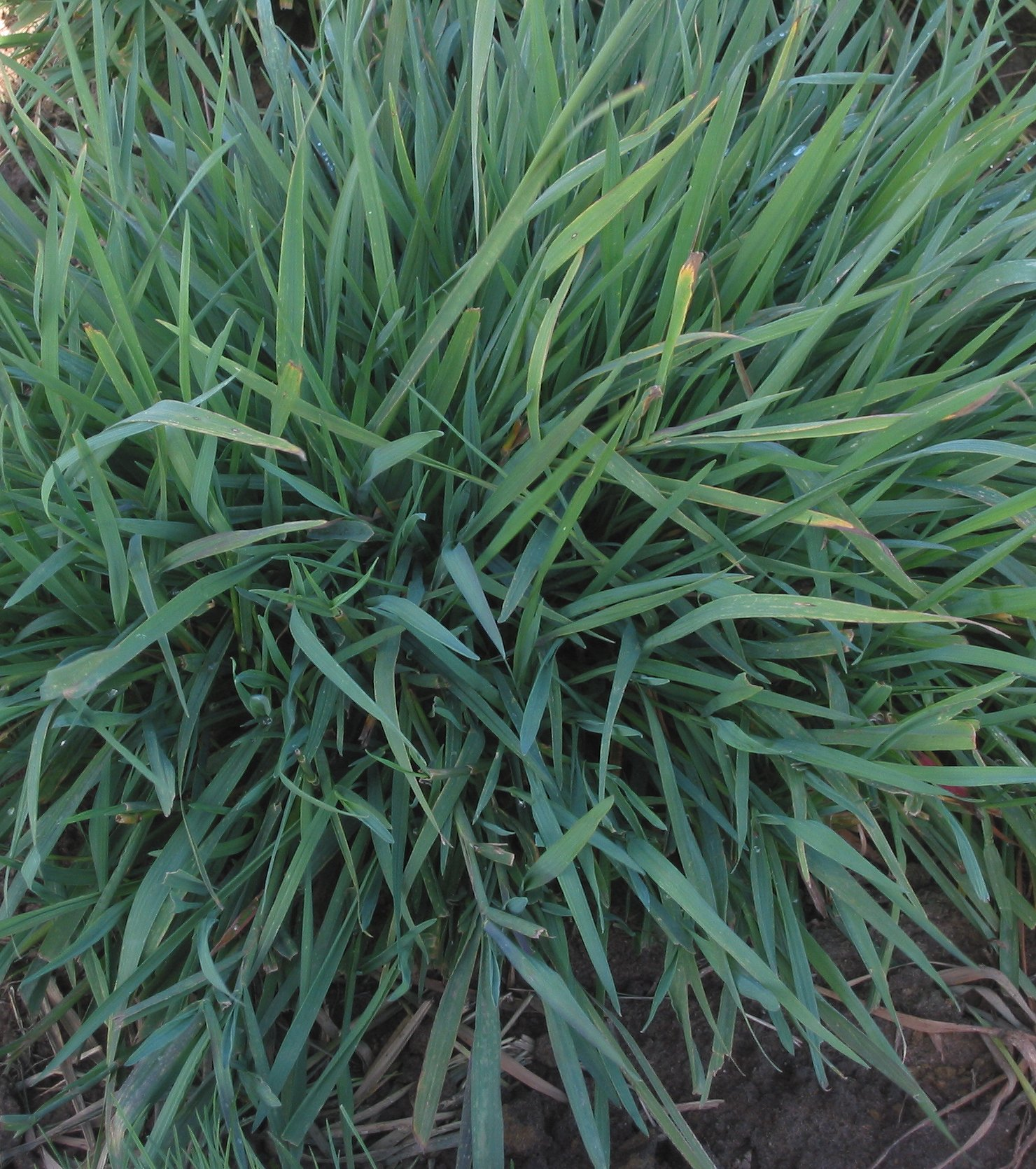
Agrostis gigantea

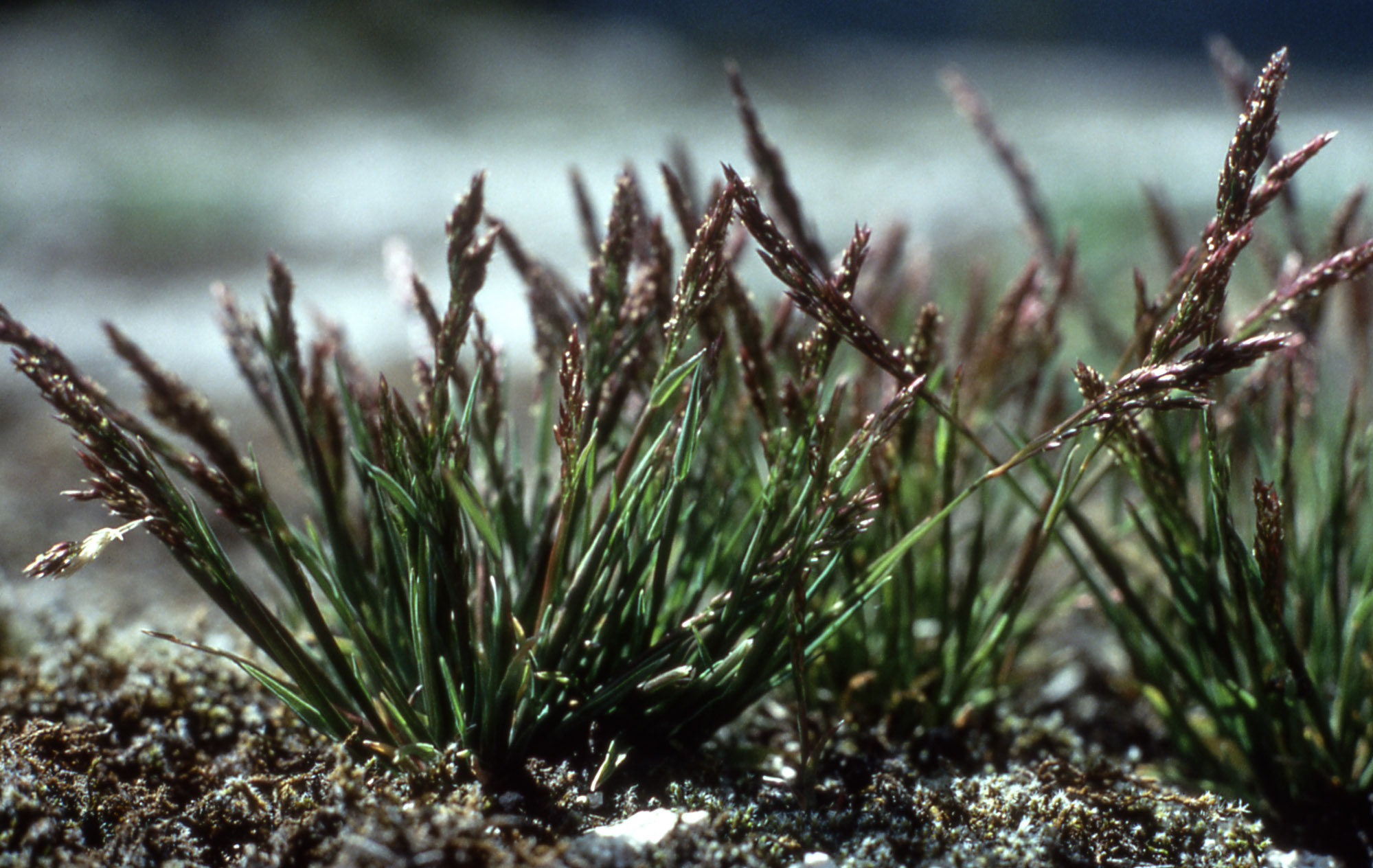
Agrostis rossiae

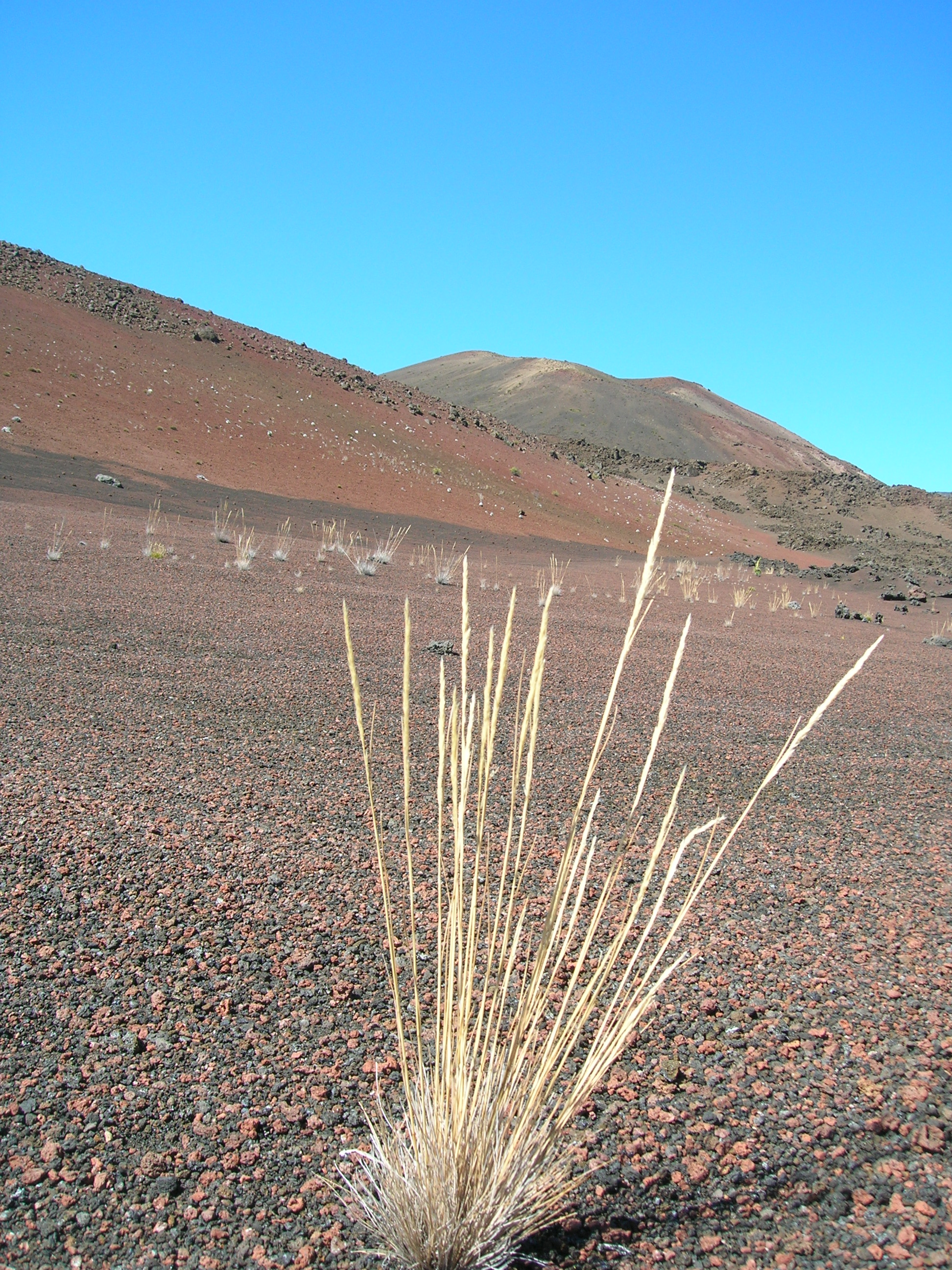
Agrostis sandwicensis

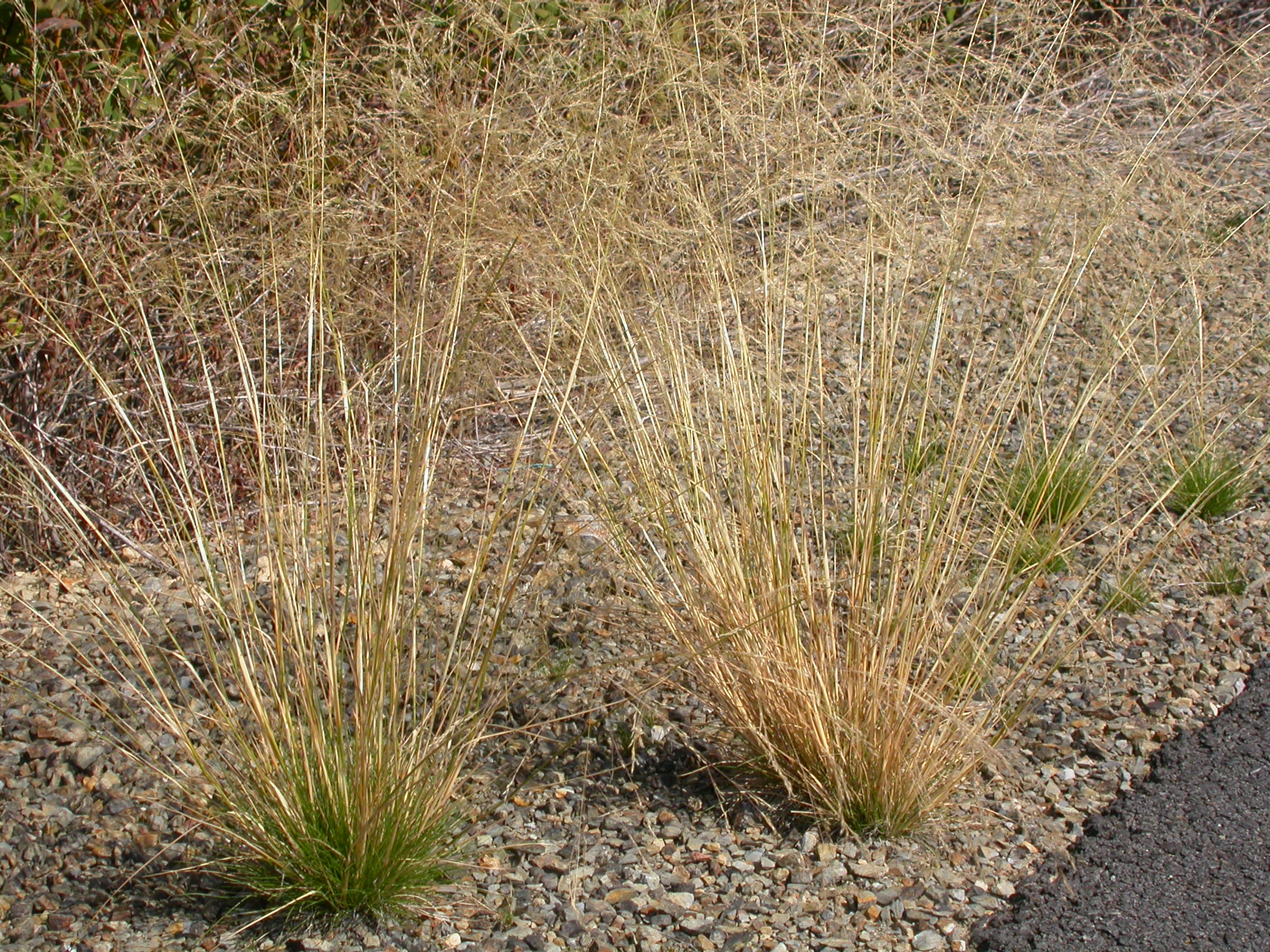
Agrostis scabra

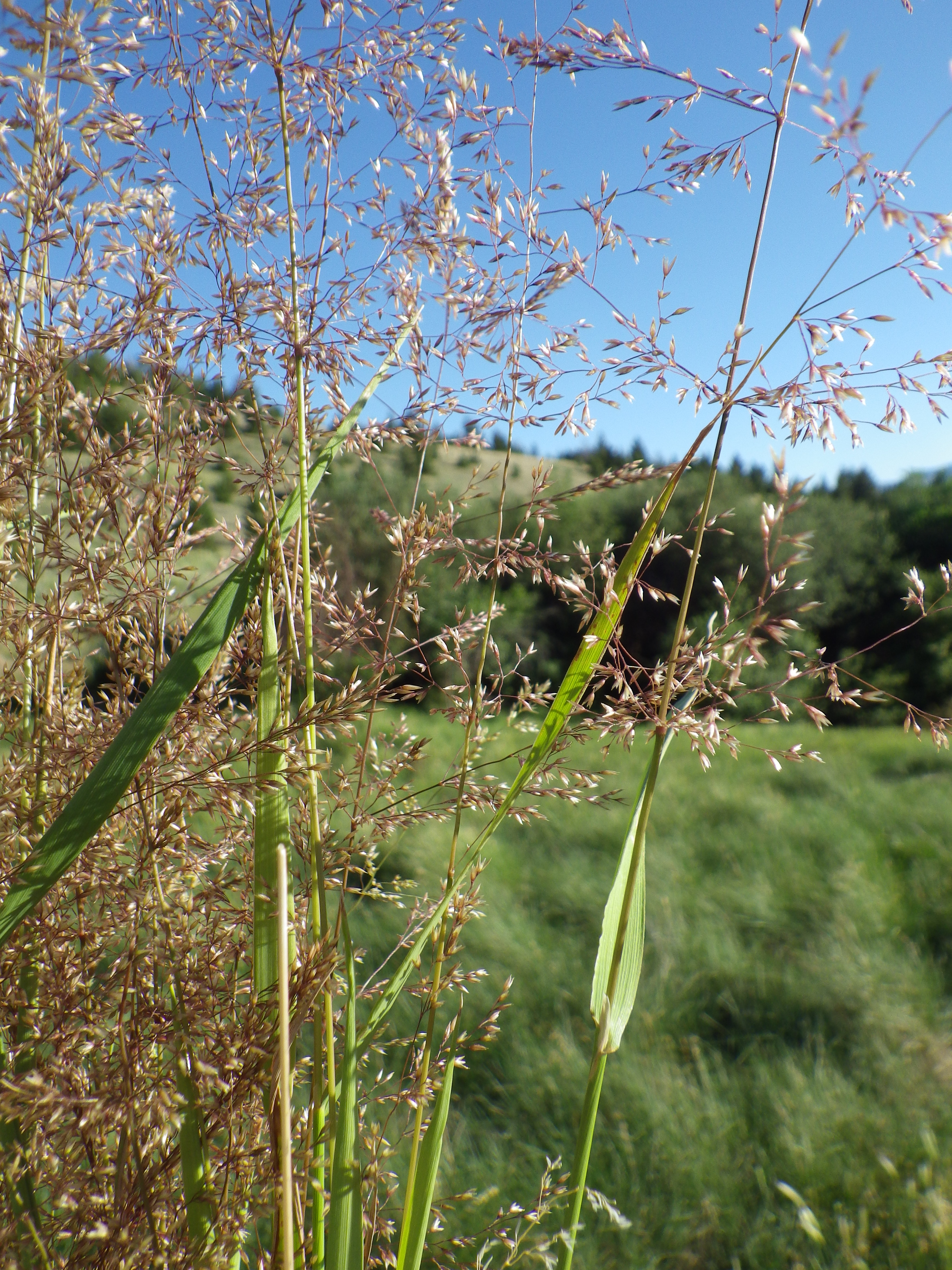
Agrostis stolonifera

- Agrostis acutiflora (Schrad.) C.C. Gmel.
- Agrostis adamsonii Vickery
- Agrostis aemula R.Br.
- Agrostis aequata Nees
- Agrostis aequivalvis (Trin.) Trin.
- Agrostis agrostiflora (Beck) Janch. & H.Neumayer
- Agrostis alpina Scop. – mietlica alpejska
- Agrostis ambatoensis Asteg.
- Agrostis anadyrensis Soczava
- Agrostis angrenica (Butk.) Tzvelev
- Agrostis arvensis Phil.
- Agrostis atlantica Maire & Trab.
- Agrostis australiensis Mez
- Agrostis avenacea J.F.Gmel.
- Agrostis bacillata Hack.
- Agrostis balansae (Boiss.) Tzvelev
- Agrostis barbuligera Stapf
- Agrostis barceloi L.Sáez & Rosselló
- Agrostis basalis Luces
- Agrostis bergiana Trin.
- Agrostis berlandieri E.Fourn. ex Hemsl.
- Agrostis bettyae S.W.L.Jacobs
- Agrostis billardierei R.Br.
- Agrostis blasdalei Hitchc.
- Agrostis boliviana Mez
- Agrostis boormanii Vickery
- Agrostis bourgeaei E.Fourn.
- Agrostis boyacensis Swallen & Garc.-Barr.
- Agrostis brachiata Munro ex Hook.f.
- Agrostis brachyathera Steud.
- Agrostis breviculmis Hitchc.
- Agrostis burmanica Bor
- Agrostis calderoniae Acosta
- Agrostis canina L. – mietlica psia
- Agrostis capillaris L. – mietlica pospolita
- Agrostis carmichaeli Schult. & Schult.f.
- Agrostis castellana Boiss. & Reut. – mietlica kastylijska
- Agrostis clavata Trin.
- Agrostis clemensorum Bor
- Agrostis congestiflora Tutin & E.F.Warb.
- Agrostis continuata Stapf
- Agrostis curtisii Kerguélen
- Agrostis cypricola H.Lindb.
- Agrostis delicatula Pourr. ex Lapeyr.
- Agrostis delislei Hemsl.
- Agrostis densiflora Vasey
- Agrostis diemenica D.I.Morris
- Agrostis divaricatissima Mez
- Agrostis drummondiana (Steud.) Vickery
- Agrostis dshungarica (Tzvelev) Tzvelev
- Agrostis dyeri Petrie
- Agrostis elliotii Hook. ex Scott-Elliot
- Agrostis elliottiana Schult.
- Agrostis emirnensis (Baker) Bosser
- Agrostis eriantha Hack.
- Agrostis exarata Trin.
- Agrostis exserta Swallen
- Agrostis filipes Hook.f.
- Agrostis flaccida Hack.
- Agrostis foliata Hook.f.
- Agrostis gelida Trin.
- Agrostis ghiesberghtii E.Fourn. ex Hemsl.
- Agrostis gigantea Roth – mietlica olbrzymia
- Agrostis glabra (J.Presl) Kunth
- Agrostis goughensis C.E.Hubb.
- Agrostis gracilifolia C.E.Hubb.
- Agrostis gracililaxa Franco
- Agrostis griffithiana (Hook.f.) Bor
- Agrostis hallii Vasey
- Agrostis hendersonii Hitchc.
- Agrostis hesperica Romero García, Blanca, G.López & C.Morales
- Agrostis hideoi Ohwi
- Agrostis hirta Veldkamp
- Agrostis holgateana C.E.Hubb.
- Agrostis hookeriana C.B.Clarke ex Hook.f.
- Agrostis hooveri Swallen
- Agrostis howellii Scribn. ex Vasey
- Agrostis hugoniana Rendle
- Agrostis humilis Vasey
- Agrostis hyemalis (Walter) Britton, Sterns & Poggenb.
- Agrostis hygrometrica Nees
- Agrostis idahoensis Nash
- Agrostis imbecilla Zotov
- Agrostis imberbis Phil.
- Agrostis inaequiglumis Griseb.
- Agrostis inconspicua Kunze
- Agrostis infirma Buse
- Agrostis insularis Rúgolo & A.M.Molina
- Agrostis isopholis C.E.Hubb.
- Agrostis jahnii Luces
- Agrostis joyceae S.W.L.Jacobs
- Agrostis juressii Link
- Agrostis keniensis Pilg.
- Agrostis kilimandscharica Mez
- Agrostis koelerioides É.Desv.
- Agrostis kolymensis Kuvaev & A.P.Khokhr.
- Agrostis korczaginii Senjan.-Korcz.
- Agrostis lachnantha Nees
- Agrostis lacuna-vernalis P.M. Peterson & R. J. Soreng
- Agrostis lacunis D.I.Morris
- Agrostis laxissima Swallen
- Agrostis lazica Balansa
- Agrostis lehmannii Swallen
- Agrostis lenis Roseng.
- Agrostis leptostachys Hook.f.
- Agrostis leptotricha É.Desv.
- Agrostis liebmannii (E.Fourn.) Hitchc.
- Agrostis limitanea J.M.Black
- Agrostis longiberbis Hack. ex Lor.B.Sm.
- Agrostis lyallii Hook.f.
- Agrostis mackliniae Bor
- Agrostis mannii (Hook.f.) Stapf
- Agrostis masafuerana Pilg.
- Agrostis media Carmich.
- Agrostis meionectes Vickery
- Agrostis meridensis Luces
- Agrostis mertensii Trin.
- Agrostis merxmuelleri Greuter & H.Scholz
- Agrostis meyenii Trin.
- Agrostis micrantha Steud.
- Agrostis microphylla Steud.
- Agrostis minor (Benth.) J.M. Black
- Agrostis montevidensis Spreng. ex Nees
- Agrostis muelleriana Vickery
- Agrostis munroana Aitch. & Hemsl.
- Agrostis muscosa Kirk
- Agrostis musjidii Rajesw., R.R.Rao & Arti Garg
- Agrostis nagensis Bor
- Agrostis nebulosa Boiss. & Reut.
- Agrostis nervosa Nees ex Trin.
- Agrostis nevadensis Boiss.
- Agrostis nevskii Tzvelev
- Agrostis nipponensis Honda
- Agrostis novogaliciana McVaugh
- Agrostis obtusissima Hack.
- Agrostis olympica (Boiss.) Bor
- Agrostis oresbia Edgar
- Agrostis pallens Trin.
- Agrostis pallescens Cheeseman
- Agrostis parviflora R.Br.
- Agrostis paulsenii Hack.
- Agrostis peninsularis Hook.f.
- Agrostis perennans (Walter) Tuck.
- Agrostis personata Edgar
- Agrostis petriei Hack.
- Agrostis philippiana Rúgolo & De Paula
- Agrostis pilgeriana C.E.Hubb.
- Agrostis pilosula Trin.
- Agrostis pittieri Hack.
- Agrostis platensis Parodi
- Agrostis plebeia R.Br.
- Agrostis pourretii Willd.
- Agrostis preissii (Nees) Vickery
- Agrostis producta Pilg.
- Agrostis propinqua S.W.L.Jacobs
- Agrostis quinqueseta (Steud.) Hochst.
- Agrostis reuteri Boiss.
- Agrostis rosei Scribn. & Merr.
- Agrostis rossiae Vasey
- Agrostis rudis Roem. & Schult.
- Agrostis rupestris All. – mietlica skalna
- Agrostis salsa Korsh.
- Agrostis sandwicensis Hildebr.
- Agrostis scabra Willd.
- Agrostis scabrifolia Swallen
- Agrostis schaffneri E.Fourn.
- Agrostis schlechteri Rendle
- Agrostis schleicheri Jord. & Verl.
- Agrostis schmidii (Hook.f.) Bor
- Agrostis schneideri Pilg.
- Agrostis sclerophylla C.E.Hubb.
- Agrostis serranoi Phil.
- Agrostis sesquiflora É.Desv.
- Agrostis sichotensis Prob.
- Agrostis sikkimensis Bor
- Agrostis sinocontracta S.M.Phillips & S.L.Lu
- Agrostis sinorupestris L.Liu ex S.M.Phillips & S.L.Lu
- Agrostis sodiroana Hack.
- Agrostis stolonifera L. – mietlica rozłogowa
- Agrostis striata Colenso
- Agrostis subpatens Hitchc.
- Agrostis subrepens (Hitchc.) Hitchc.
- Agrostis subulata Hook.f.
- Agrostis subulifolia Stapf
- Agrostis taliensis Pilg.
- Agrostis tandilensis (Kuntze) Parodi
- Agrostis tateyamensis Tateoka
- Agrostis taylorii C.E.Hubb.
- Agrostis tenerrima Trin.
- Agrostis thompsoniae S.W.L.Jacobs
- Agrostis thurberiana Hitchc.
- Agrostis tibestica Miré & Quézel
- Agrostis tilenii G.Nieto Fel. & Castrov.
- Agrostis tolucensis Kunth
- Agrostis trachychlaena C.E.Hubb.
- Agrostis trachyphylla Pilg.
- Agrostis trichodes (Kunth) Roem. & Schult.
- Agrostis trisetoides Steud.
- Agrostis tsaratananensis A.Camus
- Agrostis turrialbae Mez
- Agrostis tuvinica Peschkova
- Agrostis uliginosa Phil.
- Agrostis umbellata Colla
- Agrostis ushae Noltie
- Agrostis variabilis Rydb.
- Agrostis venezuelana Mez
- Agrostis venusta Trin.
- Agrostis vidalii Phil.
- Agrostis vinealis Schreb. – mietlica piaskowa
- Agrostis virescens Kunth
- Agrostis volkensii Stapf
- Agrostis wacei C.E.Hubb.
- Agrostis wardii Bor

Mieszańce międzygatunkowe
- Agrostis × amurensis Prob.
- Agrostis × bjoerkmannii Widén
- Agrostis × castriferrei Waisb.
- Agrostis × clavatiformis Prob.
- Agrostis × dimorpholemma Ohwi
- Agrostis × fouilladeana Lambinon & Verloove
- Agrostis × fouilladei P.Fourn.
- Agrostis × hegetschweileri Brügger
- Agrostis × kamtschatica Prob.
- Agrostis × murbeckii Fouill.
- Agrostis × novograblenovii Prob.
- Agrostis × paramushirensis Prob.
- Agrostis × subclavata Prob.
- Agrostis × ussuriensis Prob.